# Ильмень (минный заградитель)
Ильмень — минный заградитель русского императорского флота. Бывший немецкий пароход Prinzessin Sophie Charlotte.

## Постройка
Судно заложено в 1911 году в Штеттине на верфи Stettiner Oderwerke A.G. под заводским номером No.632. Спущено на воду в 1912 году.

## Тактико-технические данные
- Водоизмещение: 2400 т
- Длина: 73,4 м; 77,61 м (после переоборудования в 1915 году)
- Ширина: 10,56 м
- Осадка: 5,56 м
- Тоннаж: 1543 GRT / 867 NRT
- Двигатели: Паровой двигатель тройного расширения, 3 цилиндра производства Stettiner Oderwerke A.G.
- Мощность: 1250 и.л.с.
- Скорость: 11,5 узлов

## Служба в Германской империи
13 мая 1912 года вошёл в строй судоходной компании Neue Dampfer Co. A.G как товаро-пассажирский пароход «Принцесса София Шарлотта» (Prinzessin Sophie Charlotte). Пароход был рассчитан для перевозки 175 пассажиров и 130 тонн груза.

## Служба в Российской империи
1 августа 1914 года интернирован в Петрограде. 15 августа реквизирован и зачислен в состав Балтийского флота в качестве транспорта под названием «Рцы».
8 сентября 1914 года переименован в «Ильмень» и в связи с началом Первой мировой войны поставлен на капитальный ремонт с вооружением и переоборудованием в минный заградитель для действий в районах Або-Оландских шхер, Оландсгафа, Ботнического залива и минно-артиллерийских позициях Балтийского порта. В мае 1915 года переоборудование было закончено, заградител мог нести 400 мин заграждения. 4 июля 1915 года «Ильмень» вступил в кампанию. Во время войны «Ильмень» несколько раз выходил на задание по постановке мин совместно с другими минными заградителями «Свирь», «Лена», «Урал», «Мста».

## Служба в Германской империи
9 апреля 1918 года захвачен германским вспомогательным крейсером SMS Möwe у побережья Финляндии, после чего отведён в Таллин и включён в состав ВМС Германии в качестве плавбазы подводных лодок под названием Prinzessin Sophie Charlotte.
В 1922 году возвращён прежним владельцам и переименован в Preussen. В 1924 году компания Neue Dampfer Co. A.G. слилась с компанией Stettiner Dampfer Compagnie A.G. В 1931 году продан германской компании Renata Dampfschiffs Gesellschaft.

## Служба в Финляндии
17 октября 1933 года приобретён финской компанией Finska Ångfartygs Aktiebolaget и переименован в S/S Polaris. Эксплуатировался на товаро-пассажирских линиях Хельсинки — Лондон и Хельсинки — Антверпен. Пароход вмещал 60 пассажиров в каюты I класса и 18 II класса. Назначен ледовый класс IC.
29 января 1942 года во время ремонта на верфи Chrichton-Vulcan в Турку на борту произошёл взрыв, и начался пожар.

## Служба в СССР
15 января 1945 года передан СССР в счёт репараций, включён в состав Балтийского государственного морского пароходства под названием «Сестрорецк». С 1946 года эксплуатировался на линии Ленинград — Хельсинки — Стокгольм — Копенгаген — Лондон.
В 1954 году «Сестрорецк» прошёл переоборудование и модернизацию. В ходе модернизации были установлены два главных 8-цилиндровых дизельных двигателя мощностью по 570 лошадиных сил, что увеличило скорость до 11,8 узла и дальность плавания до 1800 морских миль. Переоборудование внутренних помещений позволило улучшить комфортабельность пассажирских кают и помещений для экипажа, хотя сама пассажировместимость уменьшилась до 138 спальных мест. С введением в строй, «Сестрорецк» был передан в Мурманское морское пароходство. С 26 июля 1956 года пароход был поставлен на новую регулярную пассажирскую линию Архангельск — Диксон. Первый рейс продолжался 17 суток, на остров были доставлены группа Всесоюзной экспедиции юных полярников — школьников из Москвы и Украины. Также «Сестрорецк» выполнял рейсы на Шпицберген. 
В 1960-х годах полярный исследователь Евгений Зингер несколько раз отправлялся в научные экспедиции к мысу Нордкап и на остров Медвежий для исследования льдов.
В 1970 году продан на слом югославской компании Brodospas. 24 ноября прибыл на верфь в городе Сплит. 25 января 1972 года началась разборка на металлолом.

## Капитаны
- Каск Михаил
- Игаун Василий
- Боголепов Александр
- Котомкин Павел
- Майнагашев Бронислав